# 波纹焦掌贝
波纹焦掌贝（学名：Palmadusta ziczac）又稱箭头宝螺（Cypraea ziczac），为宝贝科焦掌贝属的动物。分布于印度洋-太平洋水域，也見於台湾岛及中国大陆的西沙群岛等地，属于暖海产。牠們主要生活在水深6－14米、有藻类和海绵动物生长的岩礁质的海底。该物种的模式产地在印度尼西亚安汶。